# Emma Chapman
Emma Chapman   (1988), (nascuda Woodfield), és una física britànica i membre investigadora de la Royal Society Dorothy Hodgkin a l'Imperial College London.
La seva investigació investiga l'època de la reionització. Va guanyar el premi Athena de la Royal Society el 2018.
El novembre de 2020, Chapman va publicar el seu primer llibre, First Light: Switching on Stars at the Dawn of Time.

## Joventut i educació
Chapman va obtenir honors de primera classe per a un màster en física (MPhys) a la Universitat de Durham el 2010. Va completar el seu doctorat, Seeing the Light: Foreground Removal in the Dark and Dim Ages, al University College de Londres. Va guanyar el premi de tesi del Departament de Física i Astronomia Chris Skinner de la University College de Londres. Chapman es va preocupar per la cultura del doctorat i com afecta les dones.

## Carrera professional i investigació
Després del seu doctorat, Chapman va romandre a la University College de Londres com a investigadora postdoctoral finançada per Square Kilometer Array. Chapman va rebre una beca d'investigació de la Royal Astronomical Society el 2013. Va guanyar el Premi a la Primera dona de la carrera de física de l'any de l'Institute of Physicsel 2014. El 2018, Chapman va rebre una beca Dorothy Hodgkin de la Royal Society.
La seva investigació investiga l'època de la reionització, el moment de l'univers en què les estrelles van començar a irradiar llum. Chapman treballa amb el telescopi Low-Frequency Array (LOFAR).
El 2017, Chapman va ser molt elogiada als Premis L'Oréal-UNESCO For Women in Science. Va ser una ponent convidada al Cheltenham Science Festival. Va parlar de la primera era de les estrelles al New Scientist Live del 2018.
Chapman va presentar una demanda amb èxit contra la University College London per assetjament sexual a través del bufet d'advocats d'Ann Olivarius. Ella va resoldre el cas per 70.000 lliures i després va fer campanya contra l'ús d' «ordres mordaça» o «acords de no-divulgació». Com a resultat de la seva campanya, la University College de Londres ha abandonat els «acords de no-divulgació».

## El Grup 1752
Ella ha parlat sobre el biaix de gènere en la ciència a la Royal Institution, Wellcome Collection i a la BBC. Chapman és membre del The 1752 Group, un grup de pressió per posar fi a l'assetjament sexual entre professors i estudiants a l'àmbit acadèmic. Va ser una ponent principal sobre el tema a la Conferència Internacional de Dones en Física de la Unió Internacional de Física Pura i Aplicada (IUPAP). Es va associar amb la Unió Nacional d'Estudiants del Regne Unit (NUS) per dur a terme una enquesta sobre l'assetjament sexual entre el personal i els estudiants. Van trobar que hi havia mala conducta generalitzada a l'educació superior i que les institucions no donaven el suport adequat a les víctimes.

## Publicacions
Chapman és autora d'un llibre: First Light: Switching on Stars at the Dawn of Time.  Bloomsbury Sigma, 2020. ISBN 978-1472962928. OCLC 1139379900.

## Premis i honors
El 2018, Chapman va rebre el Premi Athena de la Royal Society pel seu treball per acabar amb l'assetjament sexual i l'assetjament escolar entre el personal i els estudiants a l'àmbit acadèmic.

## Vida personal
Chapman va tenir el seu primer fill durant l'últim any del seu doctorat. Ella té dos fills.